# Young Patriots Organization
La Young Patriots Organization (YPO) était une organisation de gauche américaine composée principalement de sudistes blancs du secteur de Uptown à Chicago. Crée en 1968 et active jusqu'en 1973, l'organisation a été conçue pour soutenir les jeunes migrants blancs de la région des Appalaches qui ont connu l'extrême pauvreté et la discrimination,. Avec l'Illinois Black Panther Party et les Young Lords, la Young Patriots Organization a formé la Rainbow Coalition, un groupe d'organisations alliées mais distinctes sur le plan racial, chacune se concentrant sur l'aide à résoudre les problèmes de pauvreté et de discrimination au sein de leur communauté locale tout en travaillant ensemble dans une perspective antiraciste et anticapitaliste,.

## Histoire

### Les initiateurs
Chicago était l'une des nombreuses villes industrielles américaines à avoir connu un afflux de Blancs du Sud venus chercher un emploi tout au long des XIXe et XXe siècles. En 1970, Chicago et la ville voisine de Gary comptaient environ 280 000 habitants nés dans le sud ; ils étaient particulièrement concentrés dans le quartier Uptown de Chicago, où ils représentaient 80 % de la population. Le groupe était culturellement isolé, traité comme des étrangers par d'autres habitants de Chicago. Ils ont souvent connu une pauvreté extrême et ont été la cible de brutalités policières . Ils ont été ridiculisés comme des hillbillies, en particulier parmi la presse : le groupe a été résumé dans un sous-titre à un article de 1958 dans le magazine Harper « comme fier, pauvre, primitif et rapide avec un couteau ».
Le quartier Uptown abritait plusieurs gangs de jeunes dans les années 1950 et 1960, dont un certain nombre se formaient parmi les nouveaux arrivants du Sud. Les gangs se sont formés « non seulement le long de la ligne de couleur, mais aussi le long des interfaces entre différents groupes européens américains - entre, par exemple, des communautés d'Irlandais et de Polonais, de Polonais et d'Italiens, de Suédois et d'Italiens, de Juifs et de Polonais ». La violence entre gangs était particulièrement perceptible lorsque les Noirs américains ont commencé à s'installer dans les quartiers de Chicago.
Dans cet environnement, les organisateurs communautaires ont tenté d'aborder les problèmes de pauvreté et de chômage dans la région dans des groupes comme le syndicat communautaire Jobs or Income Now (JOIN), qui est né de l'organisation Students for a Democratic Society qui a encouragé l'activisme local dans Uptown. Les deux cofondateurs des Young Patriots, Jack « Junebug » Boykin et Doug Youngblood, ainsi que d'autres membres avaient été impliqués dans JOIN. Boykin et d'autres jeunes patriotes étaient également actifs au sein du Comité national d'organisation de Youngblood (plus tard le National Community Union), un groupe interracial et de la classe ouvrière qui s'est mobilisé autour de questions telles que la gratuité des soins médicaux et de la garde d'enfants, des impôts sur les sociétés plus élevés, la direction syndicale de base et la fin du projet.

### 1968-1969: Formation de la Rainbow Coalition
Lorsque la Young Patriots Organization et Bob Lee de la section de l'Illinois du Black Panther Party ont été accidentellement convoqués pour parler à l'église des Trois Croix à Lincoln Park le même soir, les deux ont fini par discuter de la pauvreté parmi les pauvres du Sud blancs de Chicago, ils se sont partagés les expériences entre les Blancs du Sud en ville et les Noirs du Sud et de l' Ouest, et fait des comparaisons entre la pauvreté à Chicago et la guerre du Vietnam. Cette réunion, qui a été filmée et incluse plus tard dans le film documentaire de 1969 American Revolution 2, a été le point de départ de l'organisation qui finalement est née au printemps 1969. La Rainbow Coalition est née sous l'égide de Bob Lee et Fred Hampton ,. Au début, la coalition était composée des Young Patriots, des Illinois Black Panthers et des Young Lords, et au fil des ans, ils ont été rejoints par d'autres organisations communautaires.
Au fur et à mesure que la coalition s'élargissait, les groupes eux-mêmes se développaient également, les Young Patriots gagnant de nouveaux membres, dont un habile orateur appelé  William « Preacherman » Feserpman, qui allait devenir un de chefs parmi les Patriots. Les Young Patriots ont focalisé leur activisme au sein des communautés des blancs du Sud et ceux de la région d'Uptown après avoir rejoint la Rainbow Coalition, mais étaient généralement rejoints lors de réunions par un ou deux membres des Black Panthers ou des Young Lords lors d'apparitions publiques .

### 1969-1970: Young Patriots Uptown Health Service
Les Young Patriots étaient l'un des nombreux groupes de la Rainbow Coalition à imiter diverses activités des Black Panthers. En plus de fournir des programmes de petits-déjeuners gratuits pour les enfants, d'organiser des collectes de vêtements et de surveiller les activités de la police, les jeunes patriotes ont également suivi le modèle des Panthers consistant à fournir des services sociaux tels que des cliniques médicales directement à leurs communautés,,.
En octobre 1969, les Patriots ont ouvert une clinique médicale pour fournir des soins gratuits aux résidents de Uptown. Le personnel médical du Young Patriots Uptown Health Service était principalement composé de personnel médical bénévole extérieur au groupe, et chaque patient a également été affecté à un Patriot en tant que défenseur des patients qui fournirait des visites à domicile et un accompagnement pour les rendez-vous ultérieurs.
La clinique a fourni des soins dentaires et médicaux à environ 150 personnes au cours des premiers mois où elle était ouverte, mais en décembre, elle avait été contrainte de fermer en raison de plaintes pour bruit des locataires voisins. Les Patriots ont allégué que la fermeture était uniquement due au harcèlement continu de la police, qui, selon eux, avait effrayé les clients et le personnel. La clinique a déménagé, bien que nombre de leurs bénévoles ne soient pas revenus. Après sa réouverture, la clinique non agréée a rencontré des problèmes avec le Conseil de la santé, qui craignait que les Patriots n'utilisent l'établissement pour « soigner les blessures par balle, distribuer des médicaments de manière irresponsable, pratiquer des avortements ou faire des injections avec des aiguilles non stériles ». Alors que les Patriotes se battaient avec le Conseil de la santé, ils ont allégué que la police harcelait leurs patients, saisissait des médicaments prescrits et les arrêtait pour possession de stupéfiants. Les Patriots ont également affirmé que la police avait harcelé leurs membres en brisant des réunions entre les Patriots et le personnel médical, et en arrêtant les Patriots pour intrusion dans leurs propres bâtiments ou pour avoir prétendument agressé d'autres membres de l'organisation,.
Finalement, la clinique a été autorisée à rester ouverte et sans licence dans une décision du 10 juillet 1970 qui a déterminé que « l'ordonnance couvrant les dispensaires était si vague qu'elle était inapplicable ». La clinique a traité près de 2 000 personnes en novembre de la même année et est devenue la réalisation la plus connue des Young Patriots.
En 1969, une nouvelle branche des Young Patriots a vu le jour, se faisant appeler le Patriot Party. Au cours de l'année suivante, des branches des Patriots ont émergé dans plusieurs villes des États-Unis, bien qu'elles se soient généralement dissoutes assez rapidement en raison d'un manque d'élan ou aient été absorbées par d'autres groupes radicaux.

### 1970-1973: éclats et dissolution
Les groupes de la Rainbow Coalition avaient déjà subi un coup dur avec l'assassinat de Fred Hampton en 1969 lors d'une descente de police dans son appartement. À la fin de 1970, le sous-comité de la sécurité intérieure du Sénat des États-Unis a chargé une association d'églises locales, le North Side Cooperative Ministry, de soutenir financièrement à la fois les Young Patriots et les Young Lords. Bien que le consortium ait déclaré qu'il n'avait soutenu que des programmes de petits-déjeuners gratuits et des fonds de défense juridique, et réfuté les allégations selon lesquelles il soutenait des révolutionnaires violents, la couverture de presse décrivait largement les deux groupes comme des « gangs de rue » ; le consortium  a réduit le soutien extérieur aux services communautaires gérés par les patriotes et d'autres groupes.
L'attention des médias sur les Jeunes Patriotes a diminué à la suite du succès de leur clinique médicale, et bien qu'ils aient continué à fournir des services communautaires, aucun ne sera aussi efficace ou largement reconnu que la clinique. Le quartier fortement appalachien Uptown s'est progressivement diversifié à mesure que des personnes d'autres pays ont immigré dans la région et que les sudistes blancs ont déménagé ailleurs. En 1973, la Young Patriots Organization avait quasiment disparue.

## Plateforme et idéologie
En 1970, les Young Patriots ont formé une plate-forme en onze points similaire au programme en dix points du Black Panther Party de 1969. La plate-forme des Patriots partageait l'opposition des Panthers à la guerre du Vietnam, à l'oppression policière et à l'exploitation capitaliste. Les deux plates-formes partageaient également des objectifs liés au bien-être, notamment l'amélioration de l'éducation, du logement, des soins médicaux et de l'accès aux vêtements, et une réforme syndicale qui aborderait les problèmes de racisme et d'inefficacité des syndicats existants. La plateforme des Jeunes Patriotes comprenait des points qui parlaient de nationalisme culturel et de solidarité révolutionnaire, et dénonçaient le racisme.
La condamnation du nationalisme culturel par les young patriots a depuis été décrite par Martin Alexander Krzywy, publiant dans le Journal of African American Studies, comme quelque peu incongrue avec leur forte concentration sur l'héritage des Appalaches et du sud et leur adoption de symboles tels que les chapeaux de cow-boy et le drapeau confédéré.  Cependant, selon Krzywy, ce n'était pas différent des incohérences entre les croyances déclarées des Black Panthers et des Young Lords sur le nationalisme culturel et les pratiques de certains de leurs membres. Le drapeau confédéré a également servi les jeunes patriotes comme outil de recrutement, attirant d'autres sudistes blancs. Bien que les groupes multiraciaux de la Rainbow Coalition n'aient pas soulevé l'imagerie confédérée comme un problème dans l'organisation de l'intergroupe, de nombreux radicaux en dehors de la coalition ont vu le drapeau comme incompatible avec la solidarité avec les Black Panthers.
Les Young Patriots étaient extrêmement concentrés sur la division des classes et critiquaient les groupes d'activistes comme les étudiants pour une société démocratique et le comité d'organisation des étudiants du sud, qui se concentraient largement sur l'organisation du campus. Les patriotes ont dénigré leur travail comme petite bourgeoisie et leurs membres comme « ayant eu toute l'éducation, et toute l'instruction ».

## Adhésion
La Young Patriots Organization a décrit ses membres comme un groupe diversifié de personnes comprenant des Italiens, des Latinos et des Indiens d'Amérique. Cependant, les antécédents de ses dirigeants et les symboles adoptés par le groupe ont montré clairement que le groupe était principalement centré sur l'identité partagée des sudistes blancs. Les patriotes étaient largement perçus par les étrangers comme un groupe de membres de gangs blancs devenus révolutionnaires.
Krzywy, publiant dans le Journal of African American Studies, a écrit que « les Young Patriots avaient tendance à confondre le sud et la blancheur, à l'exclusion des pauvres ethnies blanches de Chicago et des sudistes noirs qui s'étaient installés dans la ville et partageaient de nombreuses voies populaires avec le centre-ville dortoirs ». Cependant, malgré l'identité intragroupe exclusive du groupe, par le biais de la Rainbow Coalition, le groupe s'est organisé efficacement avec les Noirs et les Latinos de Chicago.

## Voir également
- Rainbow Coalition
- Redneck Revolt (en)
- Southern Student Organizing Committee (en)
- Young Lords